# Lysozym

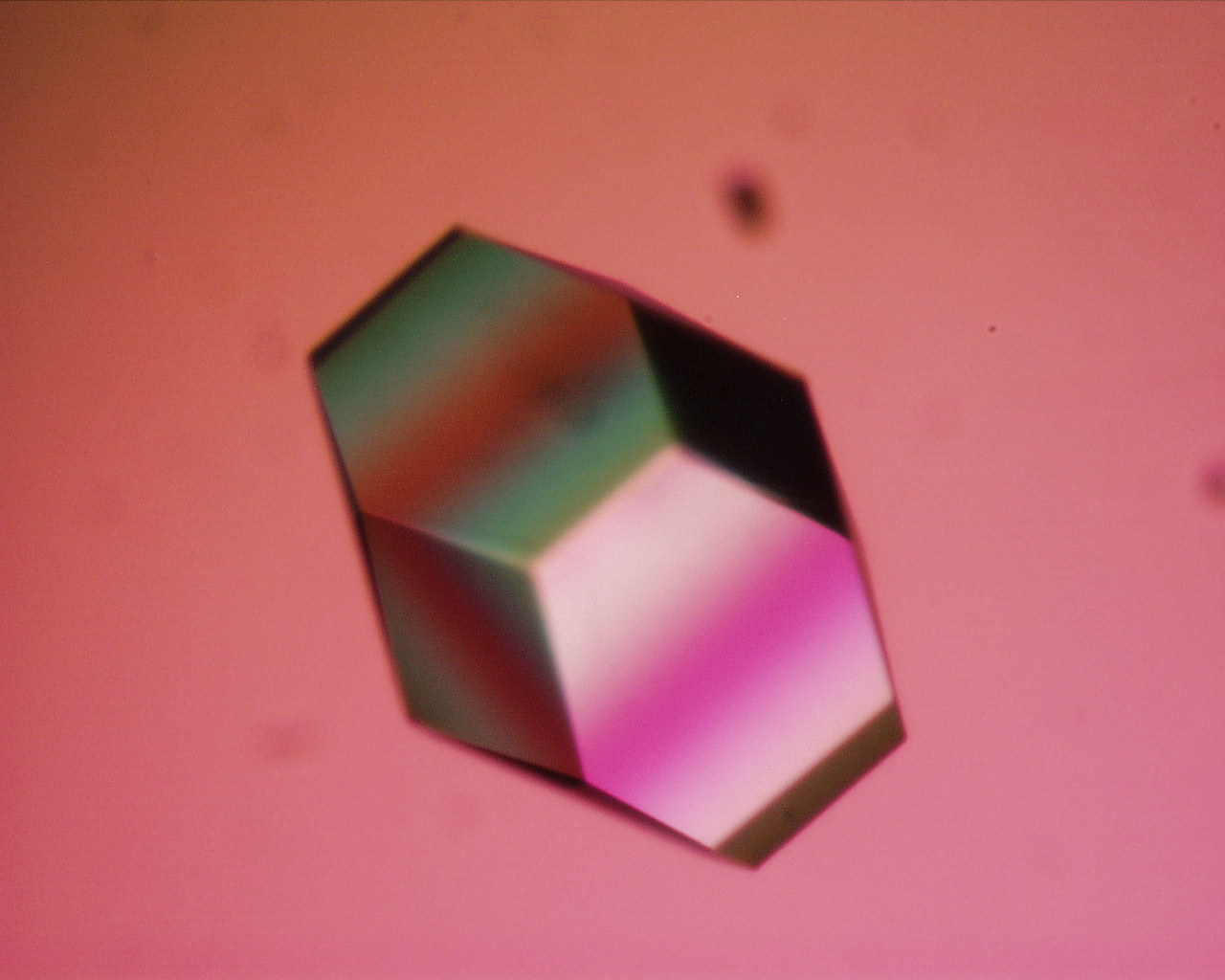
Krystal lysozymu

Lysozym (lyzozym) je enzym, který se vyskytuje ve slinách, slzách, vaječném bílku, nosním hlenu, krevní plazmě, granulech neutrofilů a mateřském mléce. Díky schopnosti narušovat bakteriální stěnu má silné antibakteriální účinky.
Označení pochází z řeckého slova lysis (rozpouštění).
Lysozym poprvé popsal v roce 1922 Alexander Fleming (1881–1955), objevitel penicilinu.